# Germano (primo de Justiniano)
Germano (c. 505-550) fue un militar bizantino, uno de los principales comandantes de Justiniano I. Tuvo mando en Tracia, el norte de África, en el este contra Persia y había sido nombrado para dirigir la expedición final contra los ostrogodos cuando murió repentinamente. Fue primo del emperador Justiniano, por tanto miembro de la dinatía imperial, y uno de sus posibles herederos. Estuvo casado en segundas nupcias con Matasunta, miembro de los Amalos góticos.

## Primeros años
Germano nació alrededor del año 505. Durante el reinado de Justino alcanzó altos cargos —el papa Hormisdas se dirige a él llamándolo vir illustris en una carta del año 519—, siendo finalmente designado magister militum per Thraciae. En este puesto, obtuvo una brillante victoria contra los antes.
En el año 536, obtuvo el consulado y el rango de patricio y ocupó el puesto de magister militum praesentalis. Ese mismo año fue enviado al norte de África donde sucedió a Salomón con el encargo de suprimir el motín encabezado por el soldado Stotzas. Procopio indica que coronó la tarea con éxito. Al seguir una política conciliadora y pagando los atrasos, se ganó a una gran parte de los amotinados. Luego, derrotó a los restantes en la batalla de Scalas Veteres en la primavera del año 537 y estabilizó la situación suprimiendo otra rebelión, esta vez entre sus propias tropas, y restaurando la disciplina.
Regresó a Constantinopla en el año 539 llamado por Justiano quien lo envió a Antioquía al año siguiente al estallar la guerra lázica que entrentó a los bizantinos con la Persia sasánida. Ampliamente superado en número por los persas, Germano se retiró a Cilicia y no pudo evitar el saqueo de Antioquía. En el año 541 fue relevado en el mando oriental por Belisario.

## Conspiración de Artabanes
Hacia el año 548 estaba considerado el más influyente de los pariente de Justiniano y su heredero obvio, aunque nunca fue reconocido formalmente. Aquel año su posición en la corte se vio fortalezada todavía más por la muerte de la emperatriz Teodora, que sentía una profunda animadversión hacia él. Su importancia era tal que el general desafecto Artabanes y su pariente Arsaces urdieron una conjura para asesinar al emperador Justiniano y reemplazarlo por Germano. Los conspiradores pensaban que Germano era receptivo a sus planes, ya que no estaba satisfecho con la intromisión de Justiniano en la resolución del testamento de su hermano Boraides, recientemente fallecido.
Primero, los conspiradores contaron sus intenciones a Justino, el hijo mayor de Germano, quien a su vez informó a su padre. Luego, Germano se reunió con el comes excubitorum Marcelo. Con el fin de conocer a fondo las intenciones de los conjurados, Germanó se reunió en persona con estos mientras un ayudante de confianza de Marcelo (llamado Leoncio) se ocultaba cerca y escuchaba la conversación. Por último, Marcelo informó al emperador y los conspiradores fueron arrestados, aunque se les trató con notable indulgencia. En un principio también Germano y su hijo fueron sospechosos, hasta que los testimonios de Marcelo y los comandantes Constantiano y Buces aclararon el asunto.

## Últimos años y muerte
Mientras tanto, la guerra gótica en Italia contra los ostrogodos había ido mal para el imperio, ya que el rey Totila había arrebatado la mayor parte de la península a las tropas bizantinas. En el año 549, Justiniano decidió enviar a Italia a Germano al frente de una fuerza expedicionaria, pero enseguida cambió de opinión y nombró al patricio Liberio en su lugar antes de cancelar la propia expedición.
Finalmente, en el año 550, Justiniano aprobó una expedición militar a Italia y designó a Germano comandante en jefe. Este instaló la base de operaciones en Serdica  donde inició el reclutamiento del ejército. Según Procopio de Cesarea, tal era su fama que los soldados, tanto bizantinos como bárbaros, acudieron en masa a su estandarte. Supuestamente, una invasión eslava encaminada a Tesalónica se desvió a Dalmacia ante la noticia de que el general estaba en Tracia. Germano, además, dio un paso diplomático con el que esperaba disminuir significativamente la resistencia de los ostrogodos al tomar como segunda esposa a Matasunta, nieta de Teodorico el Grande y última heredera superviviente de la línea real de los Amalos. Los relatos contemporáneos sugieren que este movimiento, combinado con las noticias de los preparativos de guerra, produjo el efecto deseado entre los góticos de Italia, así como en los numerosos desertores bizantinos de sus filas, algunos de los cuales enviaron mensajes prometiendo regresar a la lealtad imperial a la llegada de la expedición.
Además, este matrimonio, que fue avalado por el propio Justiniano, hizo de Germano el heredero tanto del Imperio bizantino como de los Estados góticos. Sin embargo, solo dos días antes de la partida del ejército, a principios del otoño del año 550, Germano cayó enfermo y murió. Su desaparición arruinó cualquier esperanza de reconciliar a ostrogodos y bizantinos en Italia y condujo a años adicionales de derramamiento de sangre hasta que los bizantinos conquistaron la península itálica.
Germano recibe un trato muy favorable en la obra de Procopio. Lo alaba abiertamente por su virtud, justicia y generosidad, así como por su energía y habilidad como soldado y administrador.

## Familia
Germano fue sobrino del emperador Justino I y primo de Justiniano I. Según Jordanes, era descendiente de los Anicios, una destacada familia noble. La naturaleza de esta conexión, si es que existió, no se sabe. Mommsen propuso la hipótesis de que su madre pudo haber sido Anicia Juliana. Tuvo un hermano llamado Boraides y quizá otro llamado Justo.
Estuvo casado en dos ocasiones. Con su primera esposa, Pasara, tuvo tres hijos: Justino, que fue nombrado cónsul en el año 540; Justiniano, que conspiró contra el emperador Tiberio II; y Justina, casada con un sobrino del general rebelde Vitaliano. Con su segunda esposa, Matasunta (nieta de Teodorico el Grande), tuvo un hijo póstumo: Germano, identificado alternativamente con Germano, un senador emparentado por matrimonio con el emperador Mauricio, o Germano, yerno de Tiberio II.